# シビウ
シビウ（Sibiu、ハンガリー語: Nagyszeben ナジセベン、ドイツ語: Hermannstadt ヘルマンシュタット）はルーマニアのトランシルヴァニア地方南部の都市である。人口は170,000人（2002年）。シビウ県の県都である。

## 歴史
ローマ人が建てた街カエドニア (Caedonia) の近くに、1190年にドイツ人の入植者によって設立された。1241年にはワールシュタットの戦い後、この地でモンゴル帝国軍によりトランシルヴァニア軍が撃退された。14世紀には商業の中心地になった。1376年の書物に19のギルドに分かれた職人たちがいたことが記されている。トランシルヴァニアで最も重要な街になった。17世紀には、西洋社会の東の端の街と考えられており、一時はトランシルヴァニア公国の首都だった時期もある。
非常にドイツ色の濃い都市であったが、19世紀からルーマニア人の活躍が目立ってくる。1860年以後、オーストリア帝国がルーマニア正教会を認可したことから、府主教座が置かれた。
第一次世界大戦後、オーストリア＝ハンガリー帝国は解体され、シビウはルーマニア王国に併合された。人口の大多数はルーマニア人であったが、ドイツ人とハンガリー人の大きなコミュニティーを依然として抱えていた。
ドイツ系の人々は、その大半が1950年代から1990年代のあいだにドイツへ移住した。現在市内に残っているのは2000人ほどである。2000年6月30日から2014年12月2日までシビウ市長を務めたクラウス・ヨハニスはドイツ系であり、2014年12月21日よりルーマニア大統領を務める。

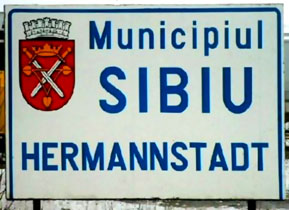
地名表示に再びドイツ語が取り入れられ、ルーマニア語との2言語表記になっている。

2007年の欧州文化首都に選ばれた。

## 人口
2002年のシビウの人口はおよそ170,000人であり、民族の構成は、
- ルーマニア人 95%
- ハンガリー人 2%
- ドイツ人 1.6%
- その他 1.4%

となっている。
大部分は正教会の一員であるルーマニア正教会の信者で、人口の4%がカトリックまたはプロテスタントである。

## 観光
- 大広場（ルーマニア語版）（ルーマニア語: Piaţa Mare, ドイツ語: Großer Ring） - 中世から都市の中心であった、長さ142m幅93mの広場。広場の周囲には15世紀から19世紀に建てられた建築物が並び、市役所、 ブルケンタール邸（ルーマニア語版）も広場の縁にある。
- 小広場（ルーマニア語: Piaţa Mică, ドイツ語: Kleiner Ring） - 大広場の隣にある。広場から出て丘の下に向かう道に、1859年建造の、ルーマニアで最初の鉄の橋である「うそつき橋（ルーマニア語版）」（この橋の上で嘘をつくと橋が壊れるという言い伝えがある）がかかっている[1]。
- 市参事塔（ルーマニア語版）（会議塔） - 大広場と小広場の間に建っている時計塔。創設は13世紀とも14世紀とも言われており、何度か改築されている。塔の上からは、シビウの旧市街を望むことができる[2]。
- ブルケンタール国立博物館（英語版） - ブルケンタール邸にある美術館と古書の図書館、旧市役所の建物にある歴史博物館、16世紀建築の薬剤師店の建物にある薬局博物館、自然史博物館、武器とハンティングトロフィーの博物館から成る。大広場にあるブルケンタール邸は、バロック様式で、神聖ローマ帝国時代のトランシルヴァニア総督（ドイツ語版）ザムエル・フォン・ブルケンタール（ドイツ語版）の邸宅として18世紀に建てられた。
- シビウ福音教会（ルーマニア語版） - ゴシック様式。市のランドマークとなっている。
- ASTRA国立総合博物館（英語版） - 民族学に特化している博物館群。シビウの南のドゥンブラヴァの森（英語版）内にある96ヘクタールの伝統民俗文明博物館（野外博物館）と、一般民族学の博物館、トランシルヴァニア文明博物館、ザクセン民族学・民族芸術博物館から構成される。
- シビウ国際演劇祭 - 毎年５月から６月にかけて開催される。世界50カ国余からアーティスト約2,500人を招聘し、約300本のプログラムが上演される。（2013年）[3]

## 姉妹都市・友好都市
シビウは以下の都市との協定を結んでいる。
- バウル（ブラジル）1995年
- コロンビア (ミズーリ州)（アメリカ）1994年
- クラーゲンフルト（オーストリア）1996年
- デーフェンテル（オランダ）2007年
- ランツフート（ドイツ）2002年
- マールブルク（ドイツ）2005年
- バレンシア（ベネズエラ）1993年
- ウィラル（イギリス）1994年
- レンヌ（フランス）1999年
- メヘレン（ベルギー）1996年
- 高山市（日本）2012年[5]

## スポーツ
- FCヘルマンシュタット - サッカークラブ

## シビウ出身の著名人
- ヘルマン・オーベルト - 物理学者
- クラウス・ヨハニス - 政治家、2014年よりルーマニア大統領

## ギャラリー
- 大広場
- ブルケンタール邸
- ルーマニア正教会のシビウ大聖堂
- シビウ・エヴァンゲリカ聖堂
- シナゴーグ
- 市壁 (Zidul cetății)。10mの高さがあり、内部は迷路のようなトンネルや小路がある

## 参照
1. ↑  『地球の歩き方 2017〜18  ブルガリア／ルーマニア』ダイヤモンド・ビッグ社、2017年、239頁。ISBN 978-4-478-06019-3。
2. ↑  参考サイト:romaniatourism.com 「City Landmarks」の項
3. ↑  Performing Arts Network Japan
4. ↑  http://www.sibiu.ro/index.php/primaria/orase_infratite
5. ↑  “10月9日　高山市とシビウ市の友好都市交流に関する覚書サイン”.  駐日ルーマニア大使館. 2009年12月6日閲覧。